# FullSync
FullSync est un logiciel libre de synchronisation et de sauvegardes informatiques publié sous licence GNU GPL.
Les protocoles utilisables pour les transferts sont : SMB, FTP, SFTP.